# Arancia di Sorrento
L'arancia di Sorrento è un prodotto tradizionale della penisola sorrentina. La sua coltivazione risale al Trecento: l'arancia fu un'importante fonte di reddito per l'area fin da questo periodo, quando l'arancia era ancora poco coltivata in Italia. Segnalata da Slow Food nell'Arca del Gusto come prodotto vegetale da salvaguardare.

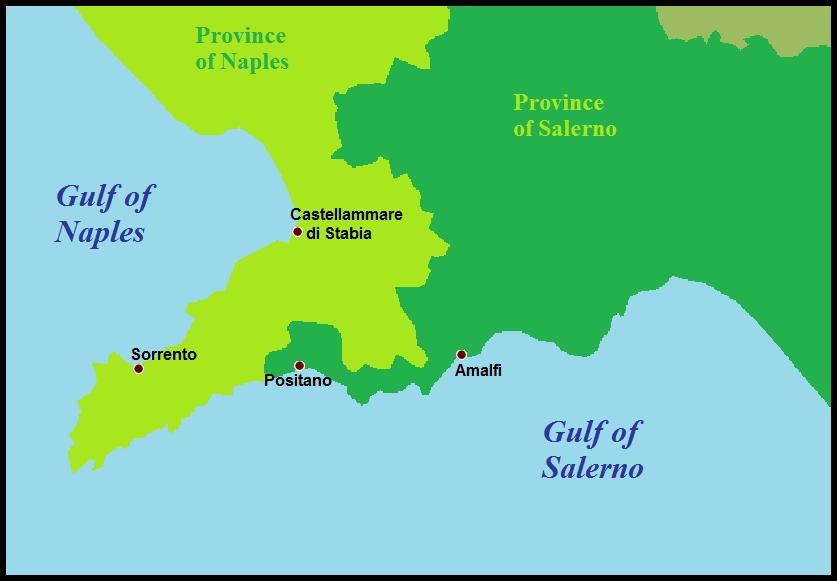
Penisola sorrentina.

## Tipologie
Con il passare del tempo, si sono affermate a Sorrento due varietà della cultivar madre biondo comune: il “Biondo Sorrentino” e il “Biondo Equense”.
Entrambe le varietà hanno uno sviluppo rigoglioso, raggiungono l'altezza di sette metri. I frutti delle due cultivar sono di colore giallo arancio, hanno una buccia di medio spessore. Gli spicchi sono numerosi e provvisti di numerosi semi, il loro succo è abbondante e dolce.
Dalla macerazione delle arance bionde sorrentine si ottiene uno sciroppo destinato al consumo casalingo.

## Tecnica di coltivazione

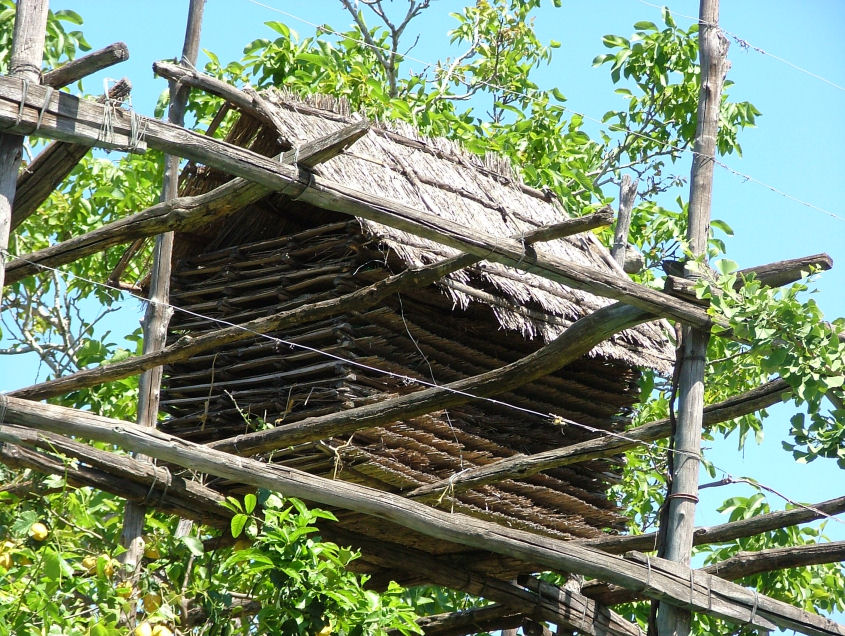
Pagliarelle.

La tecnica utilizzata per la coltivazione dell'arancio sorrentino consiste nell'uso di impalcature di legno di castagno alte fino a sette metri; sopra di esse, per la copertura, vengono appoggiate stuoie di paglia (tradizionalmente conosciute come “pagliarelle”), che possono però essere sostituite da reti e frangivento per la protezione dagli agenti atmosferici. Tale copertura posticipa la maturazione delle arance e permette la loro vendita nei mesi successivi a quella delle altre arance italiane, portando così un maggior profitto.

## Principali preparazioni
Le arance bionde sorrentine sono l'ingrediente base di molte ricette tradizionali sorrentine. Una di queste è la marmellata di arance di Sorrento, spalmabile e con piccoli pezzi di polpa e di scorza: il colore è quello naturale dell'arancia bionda. Questo composto è privo di conservanti, coloranti, addensanti e correttori.
La preparazione consiste nella cottura per circa un'ora delle arance sbucciate con la sola aggiunta di zucchero. La conservazione avviene mediante vasetti sterili di vetro.
Un prodotto tradizionale salernitano a base di arance di Sorrento è lo sciroppo di arancia bionda, ottenuto dalla macerazione delle bionde sorrentine, addizionato di zucchero e infine filtrato. Tale prodotto tradizionale è destinato alla vendita in mercati locali.
Un'altra preparazione tipica è il punch: una bevanda che può avere come base diversi frutti, tra cui anche l'arancia bionda. La preparazione del punch all'arancia prevede la bollitura del succo d'arancia bionda addizionato di cannella e zucchero. Per una versione alcolica si può aggiungere il rum durante l'ebollizione.
Il punch viene tradizionalmente servito caldo durante le festività natalizie.

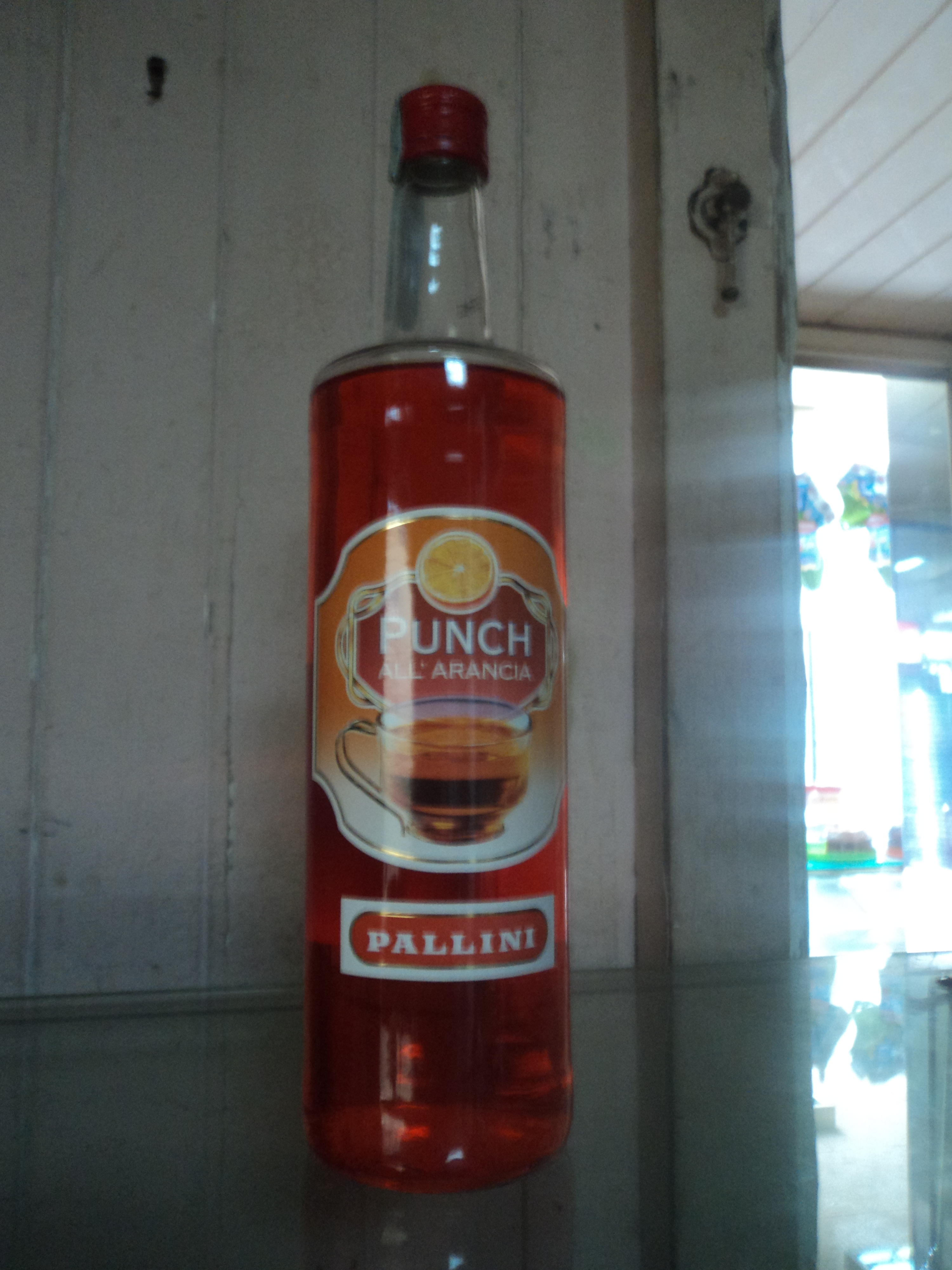
Punch all'arancia.

Le scorze d'arancia candite e ricoperte di cioccolato fondente sono una ricetta tipica invernale.
La preparazione prevede lo scioglimento dello zucchero in una casseruola, in seguito vengono aggiunte le scorze d'arancia bionda e successivamente candite. Dopo aver scolato le scorze, queste vengono immerse per metà nel cioccolato fondente e lasciate freddare.

## Iniziative
La Fondazione Sorrento e l'associazione Slow Food organizzano una festa dedicata alle arance bionde sorrentine chiamato “Spremuta Day”. Lo “Spremuta Day” solitamente si tiene nel mese di febbraio, periodo dedicato alla raccolta delle arance sorrentine, e include un percorso ludico-educativo strutturato.